# Robert Bittner
Robert Bittner (* 5. Mai 1977 in Rüdersdorf bei Berlin) ist ein deutscher Schauspieler, Regisseur, Autor und Produzent. Er ist Gründer der Filmproduktionsgesellschaft Sonnenfilme, die er geschäftsführend leitet.

## Leben
Robert Bittner wuchs in Spreenhagen in Brandenburg auf und leistete seinen Zivildienst im Heim für geistig Behinderte in Storkow. Im Anschluss studierte er an der Technischen Universität Berlin und der Humboldt-Universität zu Berlin bis 2001 Germanistik und Philosophie.
2001 bis 2004 studierte er in Berlin Schauspiel und absolvierte 2007 ein Jahr ein Regiestudium als Gast an der Hochschule für Schauspielkunst „Ernst Busch“ Berlin.
Nach dem Abschluss seiner Schauspielschulausbildung begann er mit den Einpersonenstück „Johan vom Po entdeckt Amerika“ von Dario Fo, welches er bis heute an den unterschiedlichsten Theatern gespielt hat. Neben ersten Hauptrollen in Kurzfilmen gastierte er in der Telenovela Verliebt in Berlin als Performancekünstler, in dem Pilotfilm "Exitus – Ärzte am Limit" (Regie: Udo Witte) und spielte Theater am Theater der Altmark in Stendal. Es folgten Engagements an Theatern in Potsdam, Hamburg und Erfurt. Am Deutschen Theater Berlin war er u. a. im Ensemble der „Orestie“ unter der Regie von Michael Thalheimer, die zum Berliner Theatertreffen 2007 eingeladen wurde und das Festival Mess in Sarajewo gewann.
2008 ging er ans Landestheater Detmold, wo er als Ensemblemitglied u. a. in der 2009 für den Deutschen Theaterpreis Der Faust nominierten Inszenierung „die Hermansschlacht – eine deutsche Betrachtung“ mitspielte, welche in Auszügen zum Theatertreffen NRW eingeladen wurde. Während dieser Zeit arbeitete er mit Roland Trescher zusammen, welcher die Improtheatershow „Hau den Hermann“ inszenierte.
Infolge drehte er nach vielen weiteren Kurzfilmen den Spielfilm „Operation Perpetuum Mobile“, in der er eine der Hauptrollen spielte. Darauf folgten Theaterengagements an Theatern in Aachen, Neustrelitz, Neubrandenburg und Berlin.
2012 gründete Bittner mit zwei Mitstreitern die Filmproduktion Sonnenfilme, die in diesem Jahr die Filme „Lucky Dice“ und „Frühlingswind“ veröffentlichte. 2013 weitete er seine Aktivitäten mit der Fertigstellung des Spielfilms „Heimatstern“ und des Musikvideos „Fräulein Sommer“ aus. Die Besonderheit des Musikvideos ist, dass es aus einer Plansequenz besteht, die rückwärts abgespielt wird. Es erhielt von der Filmbewertungsstelle Wiesbaden FBW das Prädikat "Wertvoll"
Außerdem produziert Sonnenfilme Showreels, Konzertmitschnitte und Imagefilme.
Seit 2005 schreibt Robert Bittner Gedichte und Prosa – ab 2012 konzentrierte er sich auf das Schreiben von Drehbüchern.
2013 drehte er in Schweden den ZDF-Fernsehfilm „Feuer unterm Dach“ mit Marie Zielcke aus der Inga-Lindström-Reihe, welcher am 29. Dezember 2013 erstmals ausgestrahlt wurde
Ende des Jahres ging er an das Eduard-von-Winterstein-Theater Annaberg-Buchholz als Ensemblemitglied.
2014 feierte sein Musikvideo „Fräulein Sommer“ Premiere auf dem Filmfest Dresden und gewann dort den Publikumspreis. Nach zahlreichen Filmfestivals in Deutschland und weltweit (London, Rom, Cannes, Toronto, Nikosia, San Antonio-Texas, Indien, Österreich, USA u. a.) wurde das Video nach seiner Fernsehpremiere in der Sendung Unicato beim MDR nach einem Online-Voting mit dem Unicato-Award 2014 für das beste Musikvideo ausgezeichnet.
2015 gewann das Video in Spanien auf dem Euro Film Festival und erhielt den 1. Preis der Jury und eine lobende Erwähnung des Publikums beim Grace Filmfest in San Francisco.
In einem ARTE-Fernsehbeitrag über den Drehort, die Weddinger "Wiesenburg" Berliner Asylverein für Obdachlose wurde neben einem Interview auch ein Ausschnitt aus Fräulein Sommer gezeigt.
Der Sender Radio Erzgebirge machte Bittner zum „Menschen 2014“.
Während seines Engagements in Annaberg drehte er den Film „Der Spiegelberg“, welcher 2015 veröffentlicht werden soll. Im Spätsommer 2014 spielte er am Theater Vorpommern.
Robert Bittner lebt und arbeitet als freier Schauspieler und Regisseur in Berlin. Vertreten wird er von der Agentur Mosblech.

## Filmografie

### Film und Fernsehen (Auswahl)
- 2006: Exitus – Ärzte am Limit (R.: Udo Witte, Phoenix Film – RTL)
- 2006: Verliebt in Berlin Sat.1
- 2007: Nichtschwimmer
- 2007: Auf Wiedersehen
- 2008: Zou
- 2008: Stadt Land Meer
- 2008: Emilia Galotti (Trailer)
- 2009: Spieluhrprinzessin MDR
- 2009: Tesselated (Kontrast Filmfest Bayreuth)
- 2010: Operation Perpetuum Mobile
- 2010: Drei Cent Oper (DMY Köln)
- 2011: Fragilistan (Festival Cartagena Kolumbien)
- 2011: das Geheimnis von Karls Erlebnisdorf
- 2012: Drei Wünsche
- 2012: Gefangen (1. Platz Filmfestival Alzenau)
- 2013: Stop!
- 2013: Bad Memory
- 2013: Idol backup festival
- 2013: Feuer unterm Dach – Inga Lindström (R.: Udo Witte ZDF)
- 2015: 0900 (Kurzfilm, R.: Lasse Vogt)

### Eigene Filmproduktionen
- 2011: Erntezeit (R & D Bittner) Blobfish Films
- 2012: Lucky Dice (R & D Bittner) Sonnenfilme
- 2012: Frühlingswind (R & D Bittner) Sonnenfilme
- 2013: Heimatstern (R & D Bittner) Sonnenfilme
- 2013: Fräulein Sommer (R & D Bittner) Sonnenfilme
- 2014: Der Spiegelberg (R & D Bittner) Sonnenfilme

## Theaterengagements (Auswahl)
- 2005: Johan vom Po entdeckt Amerika Dario Fo Hebbel am Ufer
- 2006: Das Sparschwein Theater der Altmark
- 2006: Frostnacht Theater der Altmark
- 2006: ein Sommernachtstraum Theater der Altmark
- 2007: Mensch Mädchen Theater der Altmark
- 2007: die Orestie Deutsches Theater Berlin
- 2007: Frühlings Erwachen Neues Schauspiel Erfurt
- 2007: Ladies Night Comedie Soleil Potsdam
- 2007: Weggeparkt Altonale Hamburg
- 2008: Besuch der alten Dame Landestheater Detmold
- 2008: die Möwe Landestheater Detmold
- 2008: Amphitryon Landestheater Detmold
- 2009: Hau den Hermann Landestheater Detmold
- 2009: die Hermannsschlacht – eine deutsche Betrachtung Landestheater Detmold
- 2010: Othello Landestheater Detmold
- 2010: Buddenbrooks Grenzlandtheater Aachen
- 2010: Der Vetter aus Dingsda Schauspielhaus Neubrandenburg
- 2011: Komödie im Dunkeln Landestheater Neustrelitz
- 2012: Königsblau Schloss Charlottenburg
- 2013: Wilhelm Tell Eduard-von-Winterstein-Theater
- 2013: Die Olsenbande Eduard-von-Winterstein-Theater
- 2013: Linie 1 Eduard-von-Winterstein-Theater
- 2014: Bezahlt wird nicht! Eduard-von-Winterstein-Theater
- 2014: Das Kahnweib Theater Vorpommern

## Auszeichnungen & Festivalteilnahmen eigener Filme
FRÄULEIN SOMMER –  2014
- Premiere: Filmfest Dresden – Publikumspreis 2014
- Euro Film Festival Spanien  Gewinner Best Drama, Art, Music
- Grace Filmfestival San Francisco Gewinner Juryaward und "Besondere Erwähnung des Publikums"
- MDR Unicato Award 2014
- Backup Festival Weimar[20]
- e.werk Festival Weimar
- Mashrome Festival Rom – Italien[21]
- ISFF Festival Detmold
- Open Eyes Marburg
- Kurzfilmnacht Chemnitz
- Kurzfilmnächte Annaberg-Buchholz[22]
- Open Air Filmfest Weiterstadt
- Movies by the River Porvoo – Finnland
- Open Air Filmnacht Jena
- One Shot Movie Festival London – Großbritannien
- Great Lakes Filmfest Erie – USA
- ClipAward Mannheim[23]
- Music Malt Bangalore Filmfest – Indien
- Music Underground Filmfest München
- Access Code Short Film Festival Srinagar – Indien
- Goethe-Institut Nikosia – Zypern
- Undercannes Filmfest Cannes – Frankreich 2015
- Grace Filmfest San Francisco – USA 2015[24]
- My love michelle Filmfest San Antonio / Texas – USA 2015
- Best in nature and music-festival – Österreich 2015
- Open World Toronto Film Festival – Kanada 2015

LUCKY DICE – 2013
- ISFF Detmold
- Contravison
- No Dogma Freigeist Festival Berlin
- FrIKK Festival Berlin
- Lange Nacht der Filmfestivals Berlin 2014

HEIMATSTERN
- Open Air Filmnächte Annaberg-Buchholz 2014